# Richard Lortz
Richard Lortz, né le 13 janvier 1917, à New York, et mort dans la même ville le 5 novembre 1980, est un romancier, nouvelliste, dramaturge et scénariste américain, auteur de roman policier.

## Biographie
Il amorce sa carrière d'écrivain en publiant quelques nouvelles dans des magazines et des pulps.
Dans les années 1950, il devient scénariste pour la télévision et signe un premier roman.
La consécration lui vient dans les années 1970 grâce à quelques pièces de théâtre et à trois romans noirs, mâtinés de fantastique et d'horreur, dans un style qui rappelle les œuvres d'Edgar Allan Poe. Ainsi, dans Les Enfants de Dracula (Children of the Night ou Dracula's Children, 1974), le cadavre horriblement mutilé d'une jeune femme est découvert dans un parc de New York, victime d'une bande d'enfants qui a adopté le comportement d'une horde de loups-garous. « Constat effrayant du désœuvrement de la jeunesse américaine, le récit s'attache à suivre chacun des personnages dans ses déboires sentimentaux et familiaux. Le final, un monument de cynisme, raconte l'attaque des enfants à l'arme lourde par la police qui refuse toute discussion ».
Roman policier et genre fantastique sont également présents dans L'Amour mort ou vif (Lovers Living, Lovers Dead, 1977), où une psychiatre, telle un détective, reconstitue peu à peu le passé de Christine, une patiente qui a épousé son ancien professeur. Enfant, la jeune femme a vécu dans des contrées exotiques où elle a été livrée par son père à des rites et des rituels chamaniques. La révélation des vieux secrets précipite un épilogue sanglant.
Sa pièce de théâtre Voices est jouée en 1972 au théâtre Ethel Barrymore de Broadway sous la direction de Gilbert Cates puis est transposée au cinéma en 1973 par Kevin Billington dans le film homonyme, avec David Hemmings, Gayle Hunnicutt et Lynn Farleigh dans les rôles principaux.

## Œuvre

### Romans
- A Crowd of Voices: a novel of a family in conflict (1958)
- A Summer in Spain (1961), aussi titré The Valdepeñas
- That Moment of Passion (1970)

### Romans noirs
- Children of the Night (1974), aussi titré Dracula's Children Publié en français sous le titre Les Enfants de Dracula, traduit par Marie-Françoise Husson, Paris, Crapules productions, coll. Sombre crapule ! no 12, 1989  (ISBN 2-906310-61-1) ; réédition, Paris, Rivages/Noir no 146, 1993  (ISBN 2-86930-623-7)
- Lovers Living, Lovers Dead (1977) Publié en français sous le titre L'Amour mort ou vif, traduit par Francis Bourcier, Paris, Crapules productions, coll. Sombre crapule ! no 16, 1990  (ISBN 2-906310-66-2) ; réédition, Paris, Rivages/Noir no 206, 1995  (ISBN 2-86930-872-8)
- Bereavements (1980) Publié en français sous le titre Et l'homme a saigné noir, traduit par Frank Reichert et Marie-Françoise Husson, Paris, Crapules productions, coll. Sombre crapule ! no 6, 1989  (ISBN 2-906310-54-9) ; réédition sous le titre Deuil après deuil, Paris, Rivages/Noir no 182, 1994  (ISBN 2-86930-759-4)

### Nouvelles
- Pursuit (1936)
- A Form of Release (1937)
- The Lie  (1946)

### Théâtre
- Of Sons and Brothers; a play (1970)
- Voices: a one-act play (1972)
- The Widow: a one-act play (1973)

## Filmographie

### À la télévision

#### En tant que scénariste
- 1953 : 4 épisodes de la série télévisée américaine Suspense
- 1954 : 1 épisode de la série télévisée américaine Danger
- 1970 : 1 épisode de la série télévisée américaine Armchair Detective

### Adaptation cinématographique
- 1973 : Voices, film britannique réalisé par Kevin Billington, d'après la pièce homonyme de Richard Lortz, avec David Hemmings, Gayle Hunnicutt et Lynn Farleigh

## Sources
- Claude Mesplède (dir.), Dictionnaire des littératures policières, vol. 2 : J - Z, Nantes, Joseph K, coll. « Temps noir », 2007, 1086 p. (ISBN 978-2-910-68645-1, OCLC 315873361), p. 223-224.